# Citizens Band
Citizens Band, ook bekend als Handle With Care, is een Amerikaanse filmkomedie uit 1977 onder regie van Jonathan Demme. 

## Verhaal
Mensen in een klein stadje komen samen via een CB-frequentieradio.

## Rolverdeling
| Acteur         | Personage                     |
| -------------- | ----------------------------- |
| Paul Le Mat    | Blayne Lovejoy/Spider         |
| Candy Clark    | Pam Armbruster/Electra        |
| Bruce McGill   | Dean Lovejoy/Blood            |
| Robert Blossom | Floyd Lovejoy/Papa Thermodyne |
| Charles Napier | Harold/Chrome Angel           |

## Release en ontvangst
De film bracht 815.530 dollar op in de Amerikaanse bioscopen. De film heeft een score van 100% op Rotten Tomatoes, gebaseerd op 10 beoordelingen. De New York Times noemde het in 2003 een van de 1000 beste films ooit gemaakt. 